# Kroktjärnarna, Västerbotten
Kroktjärnarna är en sjö i Norsjö kommun i Västerbotten och ingår i Skellefteälvens huvudavrinningsområde.